# 昭和天皇記念館
昭和天皇記念館（しょうわてんのうきねんかん、英語：the Emperor Shōwa Memorial Museum）は、東京都立川市にある、昭和天皇と香淳皇后にかかわる展示施設である。

## 概要
国営昭和記念公園の「みどりの文化ゾーン・花みどり文化センター」内にある。
「昭和天皇・香淳皇后のご遺品を中心に保存及び展示を行い、昭和天皇のご生涯のご事蹟とご遺徳を偲び、皇室と国民の絆をより深く結びつける」ことを、目的として設立された記念館である。昭和天皇・香淳皇后に纏わるお写真やご遺品、資料などが展示され、昭和天皇の歩まれた軌跡を振り返る「昭和天皇87年のご生涯」などの映像作品も上映されている。
管理運営は公益財団法人昭和聖徳記念財団が行っている。

## 沿革
規模は約1,000m2（展示室・収蔵庫・事務室等を含む面積）で、約14億円にのぼる国民からの寄付によって、国土交通省が建物を建設した。
2005年11月27日に、国営昭和記念公園の「みどりの文化ゾーン・花みどり文化センター」の開設と同時に開館した。

## 利用案内
開館は午前9時、閉館は3月1日 - 10月31日は午後5時、11月1日 - 2月末日は午後4時30分となる。
休館日は毎週月曜日と金曜日であり、月曜日が祝日の場合は直後の平日が休館日となる。そのほか、年末年始や展示の入れ替え期間中、国営昭和記念公園の施設点検日も休館となる。
展示室内での撮影は写真や禁止の表示があるもの等以外は可能だが、SNSやWebへの掲載は個人のものでも公にあたるとして禁止されている。

## 交通
鉄道
- JR中央本線・青梅線・南武線 立川駅北口から徒歩13分。
- 西武拝島線 武蔵砂川駅より昭和記念公園砂川口からの入館も可能。

モノレール
- 多摩都市モノレール線 立川北駅から徒歩11分。

## ギャラリー

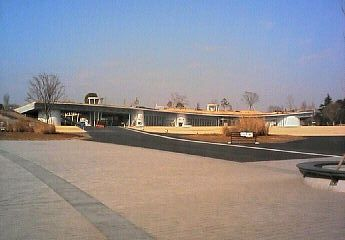
記念館の遠景
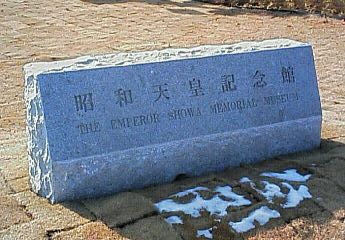
園内の石碑
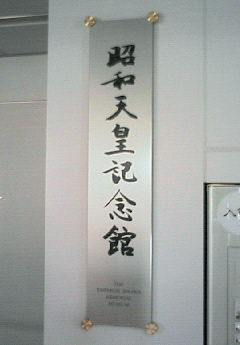
入口の銘板